# Maya mopan
Le maya mopan (ou maya mopán, mopan) est une langue maya parlée au Belize et au Guatemala.

## Répartition géographique
La plupart des Mopan résident au Belize, dans le district de Toledo, où ils sont 6 000. Au Guatemala, les Mopan vivent dans le département d'El Petén. Au recensement de 2002, ils étaient 2 891.

## Classification
Le mopan est, avec le yucatèque, le  maya itzá, et  le lacandon, une des quatre langues mayas qui constituent le groupe yucatecan.

## Écriture
La langue, comme les autres langues mayas du Guatemala est dotée d'une écriture basée sur l'alphabet latin, dérivée, en partie, de l'orthographe espagnole.

## Phonologie
Les tableaux présent les phonèmes du mopan, avec à gauche l'orthographe en usage au Guatemala.

### Voyelles
|         | Antérieure    | Centrale      | Postérieure   |
| ------- | ------------- | ------------- | ------------- |
| Fermée  | i [i] ii [iː] |               | u [u] uu [uː] |
| Moyenne | e [e] ee [eː] | ä [ə]         | o [o] oo [oː] |
| Ouverte |               | a [a] aa [aː] |               |

### Consonnes
|               |               | Bilabiale | Alvéolaire | Palatale  | Vélaire | Glottale |
| ------------- | ------------- | --------- | ---------- | --------- | ------- | -------- |
| Occlusives    | Sourdes       | p [p]     | t [t]      |           | k [k]   | ’ [ʔ]    |
| Occlusives    | Éjectives     | pʼ [pʼ]   | tʼ [tʼ]    |           | kʼ [kʼ] |          |
| Occlusives    | Implosives    | bʼ [ɓ]    | dʼ [ɗ]     |           |         |          |
| Fricatives    | Fricatives    |           | s [s]      | x [ʃ]     |         | j [h]    |
| Affriquées    | Sourdes       |           | tz [t͡s]    | ch [t͡ʃ]   |         |          |
| Affriquées    | Éjectives     |           | tzʼ [t͡sʼ]  | chʼ [t͡ʃʼ] |         |          |
| Nasales       | Nasales       | m [m]     | n [n]      |           |         |          |
| Liquides      | Liquides      |           | l [l]      |           |         |          |
| Roulées       | Roulées       |           | r [r]      |           |         |          |
| Semi-voyelles | Semi-voyelles | w [w]     |            | y [j]     |         |          |